# Garacad
Garacad è un villaggio di pescatori situato nella regione di Mudugh, nella Somalia centrosettentrionale che si affaccia sull'Oceano Indiano. Considerato uno dei maggiori centri della pirateria somala, di fronte ad essa è tuttora ancorata la nave Fairchem Bogey. Sino alla sua liberazione, avvenuta il 25 novembre 2011 dopo il presunto pagamento di un riscatto pari a 600.000 dollari USA, nelle acque prospicienti ad essa è stata tenuta sotto sequestro per 7 mesi anche la nave battente bandiera italiana Rosalia D'Amato.